# Урвановское
Урвановское — озеро-старица на востоке Меленковского района Владимирской области, самое крупное в районе.

## Расположение
Озеро располагается в левобережье Оки на территории Ляховкого сельского поселения, в 13 км южнее Мурома и в 8 км северо-восточнее административного центра сельсовета — села Ляхи. На берегу расположены деревни и сёла: Урваново, Усад, Верхозерье и Шохино.

## Физико-географическая характеристика
Берега озера низкие, луговые, южный берег заболочен. Площадь водоёма составляет 3,6 км2. Урез воды находится на высоте 79 м над уровнем моря. Максимальная глубина 26 м. Из озера вытекает ручей Рогачиха (пересыхающий) и несколько водотоков без названия. Ранее в озеро Урвановское впадала речка Дубровка, однако из-за спрямления русла, вода реки была направлена в Оку, минуя озеро.

## Животный мир
В 1976 году озеро было признано памятником природы, в 2013 году включено в Окский береговой заказник. В озере встречаются следующие породы рыб: судак, лещ, щука, линь, плотва. Водятся раки. На берегах обитают выхухоль и бобры.